# Eutelia grisescens
Eutelia grisescens là một loài bướm đêm trong họ Noctuidae.